# Codein
Codein oder Kodein (lateinisch Codeinum; von altgriechisch κώδεια kốdeia, deutsch ‚Mohnkopf, Köpfchen bzw. Kapsel der Mohnpflanze‘, lateinisch codia) ist eine natürlich vorkommende chemische Verbindung aus der Gruppe der Opiate. In der Medizin wird Codein als Arzneistoff eingesetzt. Es wird als Schmerzmittel meist in Kombination mit Paracetamol sowie als Hustenstiller verwendet. Es steht auf der Liste der unentbehrlichen Arzneimittel der Weltgesundheitsorganisation.
Codein wurde 1832 von Pierre Jean Robiquet aus Opium isoliert. Das erste deutsche Patent zur wirtschaftlichen Darstellung von Methylmorphin (Codein) wurde 1886 von Albert Knoll angemeldet und 1887 erteilt.

## Vorkommen

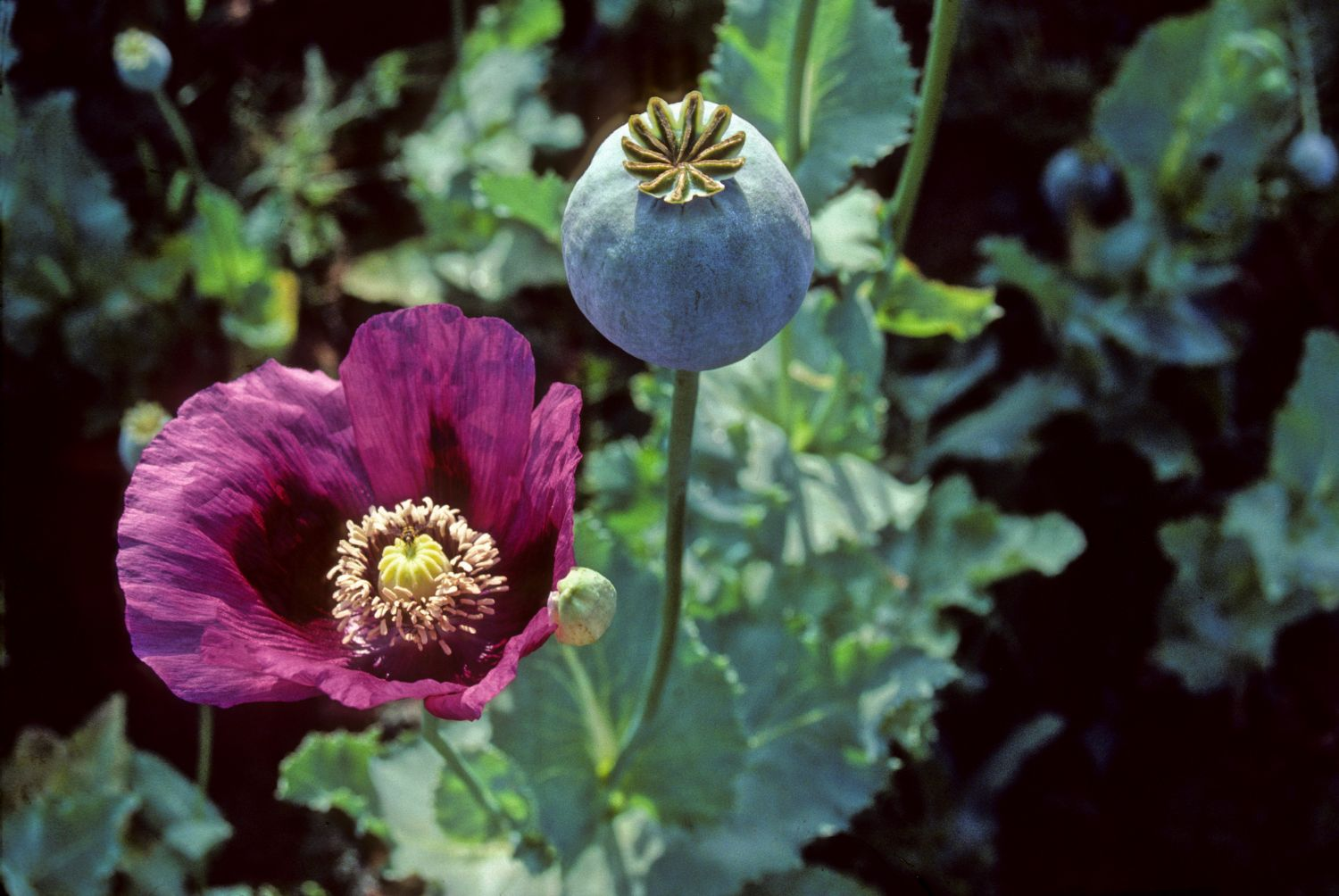
Schlafmohn, Papaver somniferum, dessen Milch Opium liefert, woraus Codein gewonnen werden kann.

Der Anteil von Codein in Opiumsaft, der natürlichen Quelle dieser Substanz, liegt bei 0,3–3 %.

## Chemische und physikalische Eigenschaften
Codein ist der 3-Monomethylether des Morphins. Die Löslichkeit in Wasser beträgt für Codein-Monohydrat 8 mg/ml bei 20 °C, 17 mg/ml bei 80 °C, für Codeinhydrochlorid 50 mg/ml bei 20 °C, 1000 mg/ml bei 100 °C, für Codeinsulfat 35 mg/ml bei 20 °C, 150 mg/ml bei 80 °C sowie für Codeinphosphat-Hemihydrat 400 mg/ml.

## Analytik
Der zuverlässige qualitative und quantitative Nachweis in pharmazeutischen Zubereitungen und verschiedenen Körperflüssigkeiten wie Blutserum, Urin, Speichel und anderen gelingt nach geeigneter Probenvorbereitung durch Kopplung der Gaschromatographie oder HPLC mit der Massenspektrometrie.

## Pharmakologische Eigenschaften
Codein ist ein Prodrug, es entfaltet seine analgetische Wirkung über die Wirkung des aktiven Metaboliten Morphin, der zu etwa 10 % durch Demethylierung unter Beteiligung des Enzyms CYP2D6 in der Leber entsteht. Auch Codein selbst vermittelt eine Wirkung über die Bindung an Opioidrezeptoren (μ-Rezeptoren), jedoch ist seine Affinität zum Rezeptor gering. Bei Einnahme von 400 mg Codein ist das Maximum der Metabolisierbarkeit erreicht, da die entsprechende Enzymkapazität von CYP2D6 erschöpft ist. Dadurch steigt die Wirkung nicht mehr, sondern hält nur länger an. Bezüglich der hustenhemmenden (antitussiven) Wirkung soll Codein die gleiche Effektivität wie Morphin aufweisen.
Aufgrund eines genetischen CYP2D6-Polymorphismus kann die Codeinwirkung unterschiedlich stark ausfallen: Etwa 10 % der US-Amerikaner weißer Hautfarbe können Codein nur langsam metabolisieren, so dass aufgrund einer unzureichenden Morphinbildung die Wirkung wenig ausgeprägt ist. Im Gegensatz dazu können bei Schnellmetabolisierern, zu denen schätzungsweise 1–5,5 % der weißen US-Bevölkerung gehören, erhöhte Morphinkonzentrationen im Plasma mit dem Risiko morphinbedingter Nebenwirkungen auftreten, bis hin zu Intoxikationen.
Codein hat eine schmerzlindernde Wirkdauer von vier bis sechs Stunden. Es wird zu circa 10 % unverändert und ansonsten in Form von Morphin- und Codeinkonjugaten über die Nieren (renal) ausgeschieden.

## Klinische Angaben
Codein ist wie Dihydrocodein zur symptomatischen Behandlung des Reizhustens (Unterdrückung des Hustenreizes bei unproduktivem Husten) zugelassen. Die maximale Tagesdosis beträgt 184 mg für Erwachsene. Eine Wirksamkeit von niedrigen, in den USA zusätzlich erhältlichen verschreibungsfreien Dosen ist nicht belegt. Die analgetische Potenz der Einzeldosis im Vergleich zu Morphin liegt in etwa bei 0,1. Die hustenstillende Wirksamkeit von Codein bei der COPD ist fraglich.
In Kombination mit Paracetamol, Acetylsalicylsäure oder Diclofenac wird Codein als Schmerzmittel (in Dosierungen von etwa 30 bis 100 mg bei Erwachsenen) zur Behandlung mäßig starker bis starker Schmerzen verwendet.
Codein war bis 1999 in Deutschland bei Heroinsucht ein reguläres Substitutionsmittel, das von Ärzten aus Gründen der Compliance und der relativen Unkompliziertheit der Einleitung und Überwindung eines Entzugssyndroms bevorzugt wurde. Es ist durch Substanzen mit längerer Halbwertszeit wie Methadon verdrängt worden.

## Nebenwirkungen
Häufigste unerwünschte Arzneimittelwirkungen von Codein sind Müdigkeit, Übelkeit, Erbrechen und Verstopfung. Codein hat ein Abhängigkeitspotential.
Codein und sein Metabolit Morphin treten in die Muttermilch über. Das Bundesinstitut für Arzneimittel und Medizinprodukte (BfArM) ordnete 2007 daher an, in die Produktinformationstexte einen Warnhinweis aufzunehmen, beim Säugling auf Nebenwirkungen wie Trinkschwäche, Schläfrigkeit (Somnolenz) und Lethargie zu achten und das Stillen bei wiederholter Einnahme codeinhaltiger Präparate zu unterbrechen. Vorangegangen war ein Fallbericht über den Tod eines Säuglings, der an einer durch Stillen erworbenen Morphin-Überdosierung starb, nachdem seine Mutter codeinhaltige Schmerzmittel eingenommen hatte.
Im März 2013 gaben die US-amerikanische Food and Drug Administration (FDA) und die Europäische Arzneimittel-Agentur (EMEA) eine Warnung heraus, nach der bei Kindern kein Codein nach Tonsillektomie oder Adenektomie als Schmerzmittel verabreicht werden darf. Es wurden schwere und teils tödlich verlaufene Fälle von Atemdepression gemeldet. Bei einigen betroffenen Kindern konnte nachgewiesen werden, dass sie aufgrund einer genetischen Variation des Enzyms Cytochrom P450 2D6 „ultraschnelle Metabolisierer“ gewesen waren, wodurch das verabreichte Codein sehr schnell zum wesentlich stärker wirksamen Morphin umgewandelt wurde. 2017 schränkte die FDA die Anwendung von Codein weiter ein, so dass die Substanz Kindern unter zwölf Jahren in den Vereinigten Staaten nicht mehr verabreicht werden darf. Stillende Mütter werden vor der Einnahme von Codein gewarnt.

## Pharmazeutische Informationen
Arzneilich verwendet wird neben Codein-Monohydrat ferner das Codeinphosphat-Hemihydrat. Zur Hustenstillung sind flüssige flexibel dosierbare Darreichungen wie Tropfen oder Saft bzw. Sirup, aber auch feste einzeldosierte Tabletten bzw. Kapseln anwendbar. Codein hat eine Plasmahalbwertszeit von circa 2 bis 4 Stunden, eine verlängerte Wirkdauer bieten Retardarzneimittel. Die Retardierung der Codeinwirkung in flüssigen Arzneiformen erfolgt durch Bindung an einen Kationenaustauscher (Codein-Poly(styrol, divinylbenzol)sulfonat).

## Betäubungsmittelrechtliche Regelungen

### Deutschland
In Deutschland ist Codein durch das Betäubungsmittelgesetz als verkehrsfähiges und verschreibungsfähiges Betäubungsmittel eingestuft, der Umgang ohne Erlaubnis oder Verschreibung ist grundsätzlich strafbar. Niedrige Dosen bzw. Mengen (d. h. „… ohne einen weiteren Stoff der Anlagen I bis III bis zu 2,5 vom Hundert oder je abgeteilte Form bis zu 100 mg Codein, berechnet als Base“) sind von betäubungsmittelrechtlichen Vorschriften ausgenommen, solange sie nicht an betäubungsmittel- oder alkoholabhängige Personen verschrieben werden.

### Österreich
Die Anwendung von Codein ist rezeptpflichtig und nach der Suchtgiftverordnung geregelt. In Konzentrationen bis 2,5 % in unaufgeteilten Formulierungen beziehungsweise bis 100 mg in aufgeteilten Formulierungen (bezogen auf die freie Base) wird kein Suchtgiftrezept benötigt.

### Schweiz
Auch in der Schweiz ist Codein ein Betäubungsmittel im Sinne des Betäubungsmittelgesetzes. Ausgenommen sind jedoch Zubereitungen, die nicht mehr als 2,5 % in der Zubereitung oder abgeteilter Form 100 mg Codein enthalten.

## Handelsnamen

### Monopräparate
Bronchialpastillen VA (CH), BronchiCodein (D), Bronchicum mono (D), Capitole (CH), Codeinum phosphoricum (forte) Compren, Codicaps mono (D), Codicompren (D), Codipertussin (D, A), Codyl-Sirup (a.H.), Iropect (CH), Longtussin (D), Makatussin Codein (D, A, CH), Optipect (D), Pharmacieplusd (CH), Rotpunkt Apotheke Bronchialpastillen mit Codein (CH), Codein Slovakofarma (CZ), Tiamon (D), Tryasol (D), Tussoret (D), zahlreiche Generika (D, CH)

### Kombinationspräparate
- mit Paracetamol: Azur compositum SC (D), Contraneural Paracetamol/Codein (D), Gelonida (D), Nedolon (D), Optipyrin (D), Talvosilen (D), Titretta (D)
- mit Paracetamol und Coffein: Azur compositum (D)
- mit Paracetamol und Acetylsalicylsäure: Dolomo N (D)
- mit Acetylsalicylsäure: Dolviran N (D)
- mit Diclofenac: Combaren (D), Voltaren plus (D)
- mit Diphenhydramin: Benylin (CH)
- mit Guaifenesin: Resyl mit Codein (A), Resyl plus (A, CH)
- mit Drofenin und Propyphenazon: Spasmoplus (A)